# João Genúnio
João Genúnio foi um nobre armênio do século VII, filho do usurpador Mecécio (r. 668–669) e membro da família Genúnio (Gnuni). Ficou na Sicília após a execução de seu pai. De acordo com Miguel, o Sírio, em ca. 678 também rebelou-se contra o imperador Constantino IV (r. 668–685), e a rebelião durou sete meses antes do imperador chegar na Sicília, onde o derrotou e matou.